# Morena Clara
Morena Clara é uma telenovela venezuelana, produzida e exibida pela Venevision entre 17 de janeiro e 2 de agosto de 1994. 
Foi protagonizada por Astrid Carolina Herrera e Luis José Santander e antagonizada por Alejandro Martínez, Luly Bossa, Henry Galué e Gabriela Spanic.

## Sinopse
Clara Rosa Guzmán é o resultado de uma paixão entre Emiliano Andara, um rico fazendeiro e pecuarista de gado, que vive na pequena cidade de Santa Barbara del Zulia, e de uma suposta camponesa de nome Rosalinda. Porém essa falsa camponesa na verdade é Victoria Vanoni, uma mulher golpista que tenta roubar Emiliano. Victoria tem uma vida dupla e um passado misterioso, e após o nascimento da filha a abandona e é dada como morta depois do seu desaparecimento, ao cair e se afogar nas águas turbulentas de um rio. Emiliano, o pai da criança, nunca aceitou Clara Rosa como sua filha e se recusou a vê-la, pois a considera fruto de um caso com uma mulher sem moral e duvida muito se é realmente o pai da menina. 
Os anos passam e Clara Rosa cresceu, e se tornou uma mulher linda, inteligente e com muitas ilusões de uma jovem. Sua tia Vicenta, irmã de sua mãe, foi quem a criou. Vicenta é viúva, sendo uma mulher fria, amarga e triste com a vida. Vive numa grande pobreza com a sobrinha Clara Rosa e com seus dois filhos, em uma perigosa favela de Caracas. A situação financeira da família é muito lastimável e com isso, Clara Rosa tem que ajudar em casa, abandonando os estudos para não passar fome, passando a ganhar a vida como camelô, embora ela esteja cheia de sonhos de uma vida melhor. É muito bondosa e honesta, ajudando a tia e os primos. Sabe quem é o pai mas se sente humilhada por ter sido rejeitada por ele e triste por ter sido abandonada pela mãe com a tia.
Enquanto isso, Emiliano, seu pai, tornou-se uma importante personalidade no cenário político do país. Sua primeira esposa, Montserrat se casou com seu adversário político, Lisandro Prado, que é um homem sem escrúpulos e um inimigo de anos de Emiliano. Lisandro se separou de Montserrat mas mesmo assim o ódio de Emiliano por ele nunca cessou. 
Lisandro hoje em dia é casado com Eugênia, uma mulher bondosa que tem cuidado dos filhos do falecido irmão de Emiliano, e mesmo seu marido e Emiliano não se dando bem, ela foi grande amiga do irmão de Emiliano e da esposa dele, por isso criou os meninos, já que Emiliano nunca quis saber de nada, somente dele. Essas crianças foram criadas como se fossem seus próprios filhos e graças a ela se tornaram dois homens de caráter e bem-sucedido: Os belos jovens chamados Valentin e Francisco. 
Valentin se tornou um advogado e um político inteligente, com um grande futuro pela frente. Ele conhece Linda Prado, que é a filha de Lisandro, que o criou, e que é o pior inimigo de seu tio que o rejeitou, Emiliano. Mesmo assim Valentin se envolve com Linda, sem saber que essa moça é cruel e só o quer para satisfazer seus interesses pessoais. Ao se envolver com essa rica e bela mulher, um terrível inferno começa em sua vida: Quando fica loucamente apaixonado por ela, que só pensa em arrancar seu dinheiro para se tornar mais rica. Desse namoro, eles acabam concebendo uma criança, um golpe que Linda o faz cair, e essa gravidez inesperada para Valentim os obriga a se casarem e assim Linda se sente totalmente realizada. 
Uma violenta revolta política na cidade é o palco para o encontro intenso e inesperado de Clara Rosa e Valentin. A partir desse momento em diante, suas vidas nunca mais serão as mesmas novamente, um amor puro que nasce desse encontro casual, dá lugar a uma série de acontecimentos perturbadores que afetarão profundamente os dois. Ele passa a amar Clara Rosa e lhe dá o apelido de Morena Clara, por ela ser sensual e ter uma cor de pele bonita, estilo índia. Clara Rosa e Valentín vivem um amor como nunca sentiram e ele pensa em se divorciar de Linda para casar com sua Morena Clara. Ela, por sua vez, tem nele seu primeiro amor, o homem de sua vida e está disposta a tudo para viver essa paixão. Eles não sabem ainda que são primos.
O tempo passa e a Valentim comunica a todos sobre sua decisão, o que revolta Linda, que jura uma vingança cruel. Para ajudar a filha, já que só criou Valentim por insistência de Eugênia, pois sempre odiou Emiliano por pura inveja, Lisandro Prado e Linda traçarão um terrível plano e pretendem destruir o amor dos dois, aliado a Francisco, que se apaixona por Clara Rosa, farão de tudo para destruir a vida do casal. Tudo piora quando Lisandro descobre que ela é filha de Emiliano e ai se torna o motivo principal para destruí-la. 
Mesmo com todo esse sofrimento e ao descobrirem que são primos, nada poderá separar o grande amor que existe entre os dois. O que sentem é mais forte que toda maldade e inveja. Juntos, enfrentarão obstáculos e destruirão barreiras para poderem viver essa grande paixão.
Morena Clara é uma verdadeira história onde a política, corrupção, influência e dinheiro sujo são os principais contextos.

## Elenco
- Astrid Carolina Herrera[1] .... Clara Rosa Guzmán
- Luis José Santander .... Valentín Andara
- Alejandro Martínez .... Andino
- Gabriela Spanic .... Linda Prado
- Niurka Acevedo
- Miguel Alcántara .... Dr. Vanoni
- Julio Alcázar .... Emiliano Andara
- Juan Carlos Baena
- Hilda Blanco
- Mirtha Borges .... Majuana
- Luly Bossa .... Magdalena Vallán
- Marisela Buitriago .... Laura
- Luisa Castro
- Carolina Cristancho .... Jennifer Andara
- Rita De Gois
- María de Lourdes Devonish
- Elisa Escámez
- Henry Galué .... Lissandro Prado
- Virginia García
- María Antonieta Gómez
- Nancy González .... Eugenia Andara
- José Guerrero
- Isabel Herrera
- Isabel Hungría
- Carolina López .... María Luisa Vanoni
- Ana Massimo
- Lucy Mendoza
- Adelina Morales
- Yajaira Orta .... Montserrat Prado
- Luis Pérez Pons
- Simón Pestana ... Armando
- Dulce María Pilonieta ... Marisa Andara
- Cristina Reyes .... Victoria Vanoni
- Marcelo Rodríguez
- Jenny Valdés .... Manolita

## Exibição

### Brasil
A Band exibiu a telenovela Morena Clara com o nome de Caminhos do Amor, de 23 de novembro de 1998 à 4 de junho de 1999, em 140 capítulos, às 15h00. Esta foi a primeira telenovela de Gabriela Spanic exibida no Brasil, e foi um sucesso de audiência chegando a ter índices próximos ao do SBT. 
Foi cogitada para substituir Paixões Proibidas em 2007, mas por razão desconhecida cancelaram. 
Foi exibida no Brasil entre 29 de agosto de 2022 e 6 de março de 2023, substituindo Samantha, e sendo substituída por Maria Celeste, no horário das 21:00, com reapresentação em vários horários e maratona dos capítulos da semana aos sábados e domingos pelo serviço gratuito de streaming Samsung Plus TV, no canal 2571, o Novelíssima, com a dublagem brasileira da Megasom, a mesma utilizada na exibição da Band em 1998.
Uma curiosidade dessa exibição foi que, a certa altura da história, todas as quatro novelas exibidas nesse período, tiveram os capítulos retrocedidos em duas semanas, voltando a exibição normal depois desse tempo.
Foi exibida pela segunda vez pelo Novelíssima entre 20 de dezembro de 2024 a 26 de junho de 2025 substituindo Por amarte tanto e sendo substituída por Maria Celeste.

### Portugal
A telenovela passou na estação televisiva TVI em 1994, onde foi exibida no principal horário de novelas do canal, antes do Novo Jornal, por volta das 18:15, tendo sofrido ligeiras mudanças de  horário. Substitui a novela Cara Sucia, exibida na TVI como "Estrela". Foi substituída por Maria Celeste, também da Venevisión, intitulada em Portugal como "O Preço da Paixão". Foi reposta na TVI pelo menos uma vez. Obteve um relativo sucesso para a época.